# Rogvolod

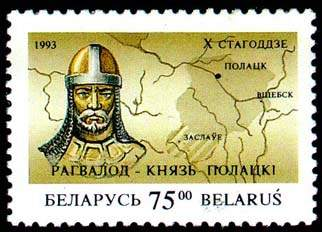
Wit-Russische postzegel met een afbeelding van Rogvolod

Rogvolod (Oudrussisch: Рогъволодъ,  Russisch: Рогволод,; Wit-Russisch: Рагвалод, Rahvalod; ca. 920-978) was de eerste overleverde vorst van Polotsk. In de Nestorkroniek wordt hij vermeld als Рогъволодъ, Rogvolod, waarschijnlijk een gerussificeerde versie van de Oudnoordse naam Ragnvald. Hij kwam "van overzee" (dat wil zeggen, van Scandinavië of het zuidelijke Oostzeegebied) en vestigde zich in het midden van de 10e eeuw in Polotsk. Volgens de Nestorkroniek vroeg Vladimir van Novgorod in 980 om de hand van zijn dochter Rogned', maar zij weigerde. De beledigde Vladimir viel daarop Rogvolod en zijn zonen aan en doodde hen, waarna hij Rogned' met geweld tot zijn vrouw nam.